# Sint-Michaëlkerk (Wanssum)

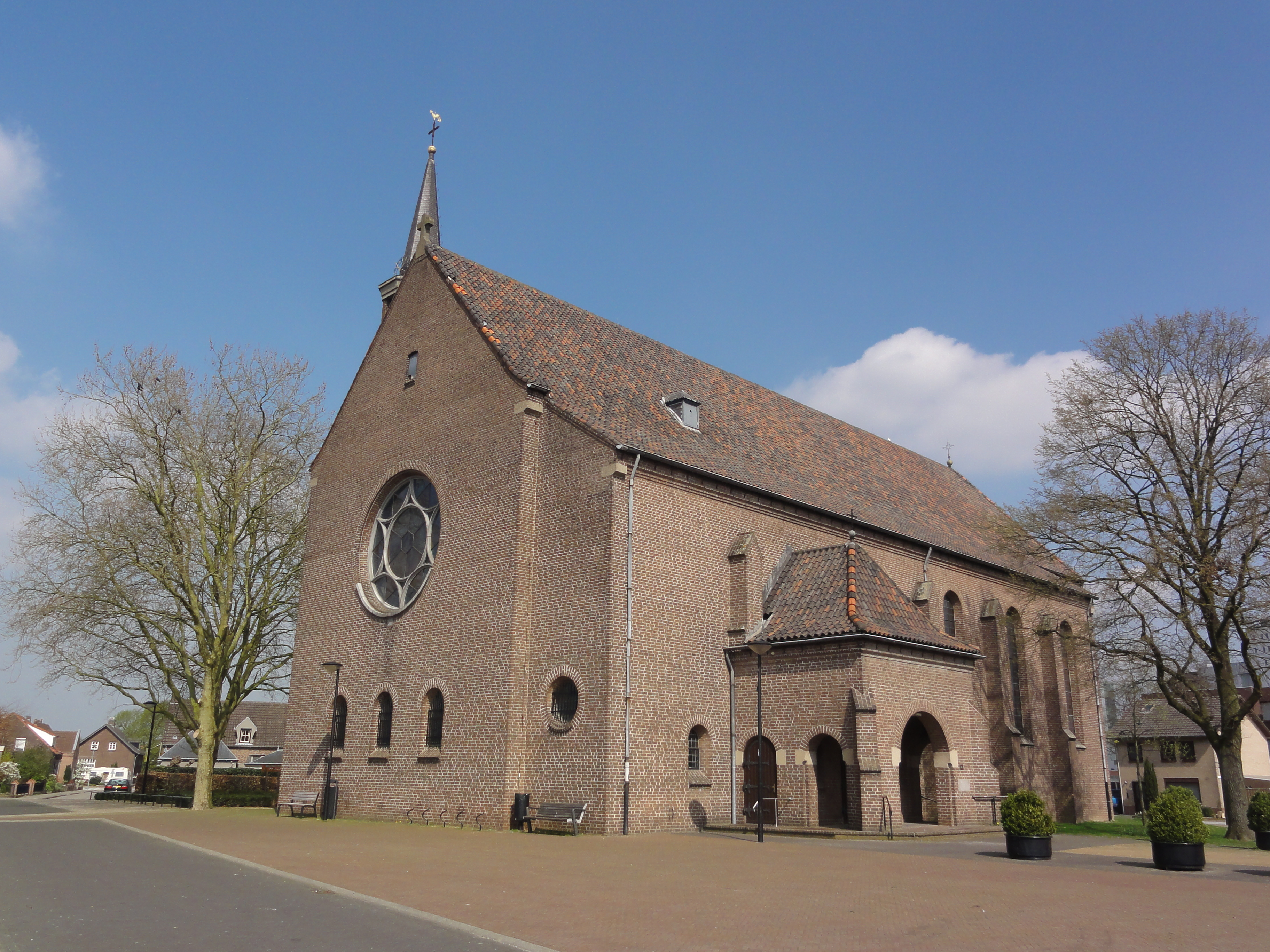
Sint-Michaëlkerk, portaalzijde

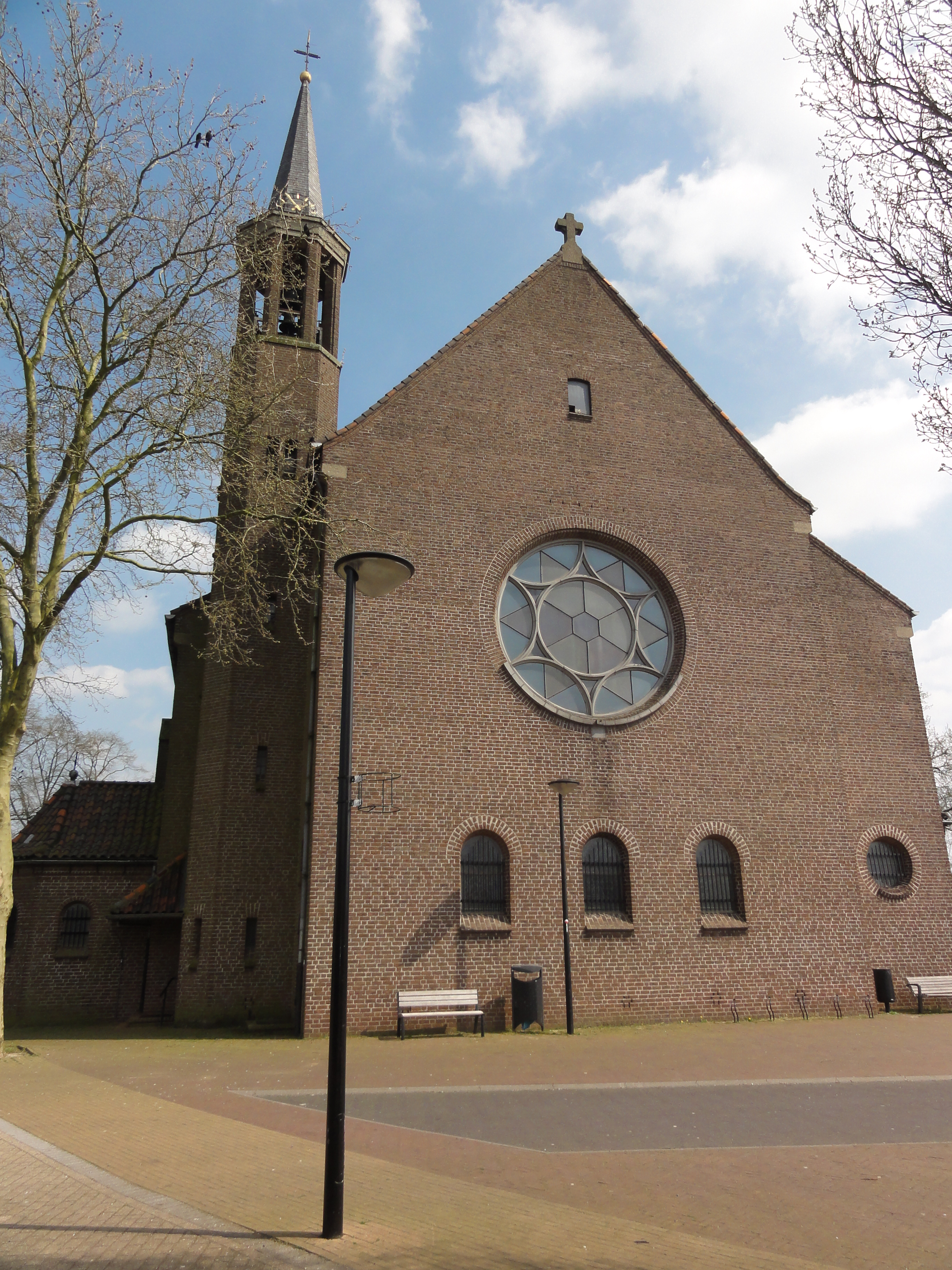
Sint-Michaëlkerk, torenzijde

De Sint-Michaëlkerk is de parochiekerk van Wanssum, gelegen aan Pastoorstraat 6.

## Geschiedenis
Reedfs in 1400 was er sprake van een kapel in Wanssum die verheven was tot rectoraat. In 1485 werd deze kapel verheven tot parochiekerk. In 1856 werd het kerkje uitgebreid met een neogotische toren en in 1914 werd het 15e-eeuws schip door een neogotisch schip vervangen, naar ontwerp van Hubert van Groenendael. In 1918 kwam dit schip gereed.
Deze neogotische kerk werd in 1944 door de Duitse bezetter opgeblazen en deze kon niet meer worden hersteld. Een nieuwe kerk werd op een iets andere plaats gebouwd van 1950-1951, maar voor een toren was nog geen geld. Links van de voorgevel werd een kleine traptoren gebouwd. In 1956 werd besloten geen nieuwe toren te bouwen, maar de traptoren te verhogen met een lantaarn. Dit geschiedde in 1960-1961.

## Gebouw
Het betreft een bakstenen basiliek, deels gemodelleerd naar vroegchristelijke kerken, waarvan de zijbeuken smal zijn en van het middenschip gescheiden door een reeks rondbogen op vierkante, bakstenen pilaren afgewisseld met beton, alles uitgevoerd in schoon metselwerk. Rondbogen vindt men ook terug in het doksaal en de vensters. De ruimte wordt overwelfd met een vlak, houten plafond. In de voorgevel bevindt zich een roosvenster. De halfronde apsis is voorzien van een muurschildering van omstreeks 1960 door Bert Coppens. Deze stelt de Kruisiging voor.
Het orgel is van 1954 en gebouwd door de firma Vermeulen te Weert.